# 外密
外密，是藏传佛教寧瑪派九乘判教第四、五、六乘，即是密宗的事續（杂密）、行續（胎藏界）、瑜伽續（金刚界）。
這三部較重視月輪觀種子字手結手印等禪定修法，和重视内心以及壇法的潔淨，第九乘無上瑜伽續分為父續母續除了禪修觀想手印還有練氣脈和瑜伽（跟印度苦行僧全身擺動姿勢比如那洛六法)。
這三部也是日本真言宗（唐密与东密）的組成部分，藏密認為修下三部法須十六生才能成佛，修無上瑜伽七世可成佛。

## 註释参考
1. ↑  .   [2019-03-22]. （原始内容存档于2018-06-05）.